# One Minute to Play
Pour plus de détails, voir Fiche technique et Distribution.
One Minute to Play est un film américain réalisé par Sam Wood, sorti en 1926.

## Fiche technique
- Titre : One Minute to Play
- Réalisation : Sam Wood
- Scénario : Byron Morgan
- Photographie : Charles G. Clarke
- Pays de production : États-Unis
- Format : Noir et blanc - 1,33:1 - Film muet
- Genre : drame
- Durée : 74 minutes
- Date de sortie : 1926

## Distribution
- Red Grange : Red Wade
- Mary McAllister : Sally Rogers
- Charles Ogle : John Wade
- George Wilson : Player 33
- Ben Hendricks Jr. : Biff Wheeler
- Lee Shumway : Tex Rogers
- Al Cooke : Brakeman
- Lincoln Stedman : Toodles
- Jay Hunt : Président Todd
- Edythe Chapman : Mme Wade